# Nanzhuangtou
Nanzhuangtou (chinesisch 南莊頭遗址, Pinyin Nánzhuāngtóu yízhǐ) ist eine nach dem Dorf Nanzhuangtou benannte, 1997 in der chinesischen Provinz Hebei im Kreis Xushui ausgegrabene archäologische Stätte. Sie stammt aus dem frühen Neolithikum und wird auf ca. 10500–9700 vor heute datiert. Sie liefert wichtige Aufschlüsse über die Tierdomestikation, da diese zu dieser Zeit noch nicht stattgefunden hat, sowie zur frühen Töpferei.
Die Nanzhuangtou-Stätte steht seit 2001 auf der Liste der Denkmäler der Volksrepublik China (5-3).